# H-Milch
H-Milch [ˈhaːmɪlç], auch Haltbarmilch, steht für durch Ultrahocherhitzung haltbar gemachte, homogenisierte Milch. Sie wird insbesondere in der Schweiz als UHT-Milch (ultrahochtemperiert) bezeichnet, ein anderer Begriff ist Up-Milch (uperisiert).
H-Milch wurde in der zweiten Hälfte der 1960er Jahre im Markt eingeführt.

## Herstellung
Zur Herstellung wird Kuhmilch zunächst ultrahocherhitzt. Dazu wird sie für wenige Sekunden auf 135–150 °C erhitzt und sofort wieder auf 4 bis 5 °C heruntergekühlt. Durch die Hitzeeinwirkung wird die Milch sterilisiert. Außerdem werden zu einem geringen Prozentsatz Milchproteine denaturiert. Bei der Erhitzung erfolgt eine Freisetzung von Schwefelwasserstoff und anderen Schwefelverbindungen aus schwefelhaltigen Aminosäuren (Cystein und Methionin) in den Proteinen der Milch sowie eine Entstehung von Methylketonen und Lactonen aus Fettsäuren, was zu einer leichten geschmacklichen Veränderung der Milch („Kochgeschmack“) und verbesserter Verdaulichkeit führen kann. Zudem erhöht sich die Viskosität der Milch leicht, was sie im Mund weniger wässrig erscheinen lässt. Anschließend wird die Milch homogenisiert, um die Aufrahmstabilität zu verbessern. Das Ziel der Homogenisierung liegt darin, den mittleren Durchmesser der Fetttröpfchen zu reduzieren und dadurch das Aufrahmen zu verlangsamen.
H-Milch wird normalerweise in aluminiumbeschichtete Getränkekartons abgefüllt (z. B. „Tetra Paks“) und luftdicht verschlossen. Das verhindert, dass die Milch durch neue Mikroorganismen kontaminiert wird. Die Abfüllung in braune Glasflaschen wird ebenfalls praktiziert.

## Vorteile
- H-Milch kann ungeöffnet bei Raumtemperatur mehrere Monate gelagert werden.
- H-Milch ist leichter verdaulich.
- H-Milch ist günstiger.
- Krankheitserregende Mikroorganismen sind abgetötet.

## Nachteile

Der natürliche Gehalt an Milchzucker (β-D-Lactose) in Frischmilch, ist in H-Milch durch thermisch induzierte Karamelisierungs-Reaktionen erniedrigt.

- Folge des Behandlungsverfahrens ist ein höherer Verlust an für den Menschen wichtigen Inhaltsstoffen, wie zum Beispiel Vitaminen, als beim normalen Pasteurisieren. Dieser Verlust kann auch durch lichtdichte Verpackungen nicht ausgeglichen werden. Zudem entspricht die Milch anschließend geschmacklich nicht mehr der Frischmilch.
- Der Vitamingehalt nimmt bei längerer Lagerung (innerhalb der Mindesthaltbarkeit) weiter ab, unter Umständen um bis zu weitere 30 %. Entscheidend ist die Lagertemperatur sowie Qualität und Sorgfalt des Erhitzungsverfahrens (Schwierigkeit: Entgasung nach der Dampfinjektion).[2]
- H-Milch ist ähnlich wie Frischmilch in geöffnetem Zustand gekühlt nur einige Tage haltbar. Da die Milchsäurebakterien beim Erhitzen abgetötet werden, ist ein beginnender Verderb z. B. an einer Dicklegung der Milch nicht unbedingt erkennbar.[3]

| Art der Erhitzung  | Vitamin B1 | Vitamin B2 | Vitamin B12 | Folsäure | Vitamin C |
| ------------------ | ---------- | ---------- | ----------- | -------- | --------- |
| Pasteurisierung    | < 10 %     | ≤ 8 %      | < 10 %      | < 10 %   | 5–15 %    |
| Ultrahocherhitzung | 5–15 %     | < 10 %     | 10–20 %     | 5–20 %   | 10–20 %   |
| Kochen             | 10–20 %    | ≈ 10 %     | ≈ 20 %      | ≈ 15 %   | 5–15 %    |
| Sterilisieren      | 20–50 %    | 20–50 %    | 20–100 %    | 30–50 %  | 30–100 %  |

In einem neuen Verfahren soll die H-Milch nicht durch Erhitzen, sondern durch Druck haltbar gemacht werden (zwischen 4.800 und 6.200 bar). Diese Art der Haltbarmachung soll den Milchgeschmack weniger stark beeinträchtigen.

## Nährstoffe, Geschmack und physikalische Eigenschaften
Der Geschmack von pasteurisierter Milch ähnelt stärker dem von frischer Kuhmilch als bei ultrahocherhitzter Milch. Dies liegt an einer teilweisen Karamellisierung des Milchzuckers (Lactose) während der Ultrahocherhitzung. Der Nährwert der Milch hängt vor allem von ihrem Fettgehalt ab. Vollfettmilch enthält erhebliche Mengen der Vitamine A, B und D sowie Calcium. Fettarme oder fettfreie Milch enthält zwar die gleichen Mengen Protein, Calcium, Magnesium, Phosphor, Kalium, Zink und Vitamin B wie Vollfettmilch, aber die Menge an Vitamin A und D ist halbiert bis nicht-existent.